# Dance flow
dance flow（だんすふろー）は8人のメンバーで構成するアイドルグループ。 2010年4月16日アルバム『df1』でデビュー。

## メンバー
- Air（エアー）
  - (現A4F メンバー)
- Dennis（デニス）
- Sam（サム）
- 喜瀬健 Takeshi（キセ タケシ）
  - 沖縄アクターズスクール出身
  - (現A4F メンバー)
- DinDin（ディンディン）
- Iris（アイリス）
- Lin（リン）
  - (現A4F メンバー)
- WaWa（ワワ）

## ディスコグラフィー
- 1st アルバム『df1』（2010年4月16日）